# Mošćanica (Zenica, BiH)
Mošćanica je naseljeno mjesto u gradu Zenici, Federacija Bosne i Hercegovine, BiH.

## Povijest
U razvijenom srednjem vijeku po važnosti je bila nadrasla nekadašnje ranosrednjovjekovno biskupijsko središte Zenicu (Bistuenska biskupija) i sjedište bosanske župe Broda. Preko tri stoljeća, od 15. do 18. u Mošćanici je bilo više stanovnika i stambenih objekata od Zenice, a veliki je broj groblja. Od svih je najstarije Tatarevo (Tatarsko) groblje, o kojem nema pisanih vrela ali su sačuvane usmene predaje. Vjerojatno je nastalo u prvim fazama islamizacije stanovnika ovog kraja te je bilo mjestom pokopa narednih trista godina. Zanimljivost je što je izvorno Mošćanica naziv za područje, a ne naselje. 

## Stanovništvo

### 1991.
Nacionalni sastav stanovništva 1991. godine, bio je sljedeći:
ukupno: 826
- Muslimani - 784 (94,92%)
- Srbi - 39 (4,72%)
- ostali, neopredijeljeni i nepoznato - 3 (0,36%)

### 2013.
Nacionalni sastav stanovništva 2013. godine, bio je sljedeći:
ukupno: 614
- Bošnjaci - 613 (99,84%)
- ostali, neopredijeljeni i nepoznato - 1 (0,16%)

## Gospodarstvo
U blizini je površinski kop rudnika mrkog ugljena u vlasništvu Rudnika mrkog ugljena Zenica. Od 1960. godina istraživalo se teren radi eksploatiranja ugljena. Istraživanja su trajala su 30 godina. Većina je obavljena od 1980. do 1990. godine. U 14 godina eksploatiran je 1,44 milijuna tona ugljena te 13,71 milijun otkrivke. Strojevi su prestali raditi početkom velikosrpske agresije. Od tad nije bilo pomaka. U ratu je oprema i mehanizacija devastirana. Ni poslijeratno stanje nije bilo bolje. Ugljen je teže nalazio tržište zbog nešto lošijih kvalitativnih svojstava. U suvremenoj proizvodnji znatno se smanjio granični ekonomski koeficijent pa se od 1999. nije kontinuirano vadilo ugljen na Mošćanici. U dosadašnjoj eksploataciji su se otkopavali 2. i 3. podinski sloj ugljena. Bilančne pričuve glavnog paketa iznose 79.109.169 tona, izvanbilančne 7.881.879 tona, dok potencijalne pričuve iznose 85.981.923 tona mrkog ugljena. 2016. godine pokrenuta je procedura izbora projektne kuće za izradu Glavnog rudarskog projekta eksploatacije mrkog ugljena na površinskom kopu 'Mošćanica'. Reaktiviranjem proizvodnje osigurala bi se pouzdana opskrba ugljenom termoelektrane u Kaknju. Čeka se odobrenje nadležnih za za pokretanje proizvodnje i zapošljavanje novih radnika. U međuvremenu se na mjestu kopanja formiralo umjetno jezero Mošćanica koje ljeti privlači kupače.